# Rogier Blink
Rogier Blink (Groninga, 13 de enero de 1982) es un deportista neerlandés que compitió en remo.
Ganó una medalla de bronce en el Campeonato Mundial de Remo de 2013 y tres medallas en el Campeonato Europeo de Remo entre los años 2012 y 2014.
Participó en dos Juegos Olímpicos de Verano, ocupando el cuarto lugar en Pekín 2008 y el quinto en Londres 2012, en la prueba de ocho con timonel.

## Palmarés internacional
| Campeonato Mundial | Campeonato Mundial      | Campeonato Mundial | Campeonato Mundial |
| Año                | Lugar                   | Medalla            | Prueba             |
| ------------------ | ----------------------- | ------------------ | ------------------ |
| 2013               | Chungju (Corea del Sur) | Medalla de bronce  | Dos sin timonel    |
| Campeonato Europeo |                         |                    |                    |
| Año                | Lugar                   | Medalla            | Prueba             |
| 2012               | Varese (Italia)         | Medalla de oro     | Dos sin timonel    |
| 2013               | Sevilla (España)        | Medalla de bronce  | Dos sin timonel    |
| 2014               | Belgrado (Serbia)       | Medalla de plata   | Dos sin timonel    |